# Buritizal
Buritizal is een gemeente in de Braziliaanse deelstaat São Paulo. De gemeente telt 4.096 inwoners (schatting 2009).